# Isodontia paranensis
Isodontia paranensis är en biart som först beskrevs av Lucien Berland 1926.  Isodontia paranensis ingår i släktet Isodontia och familjen grävsteklar. Inga underarter finns listade i Catalogue of Life.